# Открито първенство на Австралия 2010
Откритото първенство на Австралия 2010 е тенис турнир на твърда настилка. Това е 98-ото му издание и първо състезание от Големия шлем за годината. Провежда се на кортовете на Мелбърн Парк в Мелбърн от 18 до 31 януари 2010.

## Сингъл

### Сингъл мъже
| Финалисти             | Финалисти             | Финалисти        | Финалисти        |
| --------------------- | --------------------- | ---------------- | ---------------- |
| Роджър Федерер (1)    | Роджър Федерер (1)    | Анди Мъри (5)    | Анди Мъри (5)    |
| Полуфиналисти         |                       |                  |                  |
| Жо-Вилфрид Цонга (10) | Жо-Вилфрид Цонга (10) | Марин Чилич (14) | Марин Чилич (14) |
| Четвъртфиналисти      |                       |                  |                  |
| Николай Давиденко (6) | Новак Джокович (3)    | Анди Родик (7)   | Рафаел Надал (2) |

### Сингъл жени
| Финалистки            | Финалистки        | Финалистки        | Финалистки      |
| --------------------- | ----------------- | ----------------- | --------------- |
| Серина Уилямс (1)     | Серина Уилямс (1) | Жюстин Енен       | Жюстин Енен     |
| Полуфиналистки        |                   |                   |                 |
| На Ли (16)            | На Ли (16)        | Цзе Джън          | Цзе Джън        |
| Четвъртфиналистки     |                   |                   |                 |
| Виктория Азаренка (7) | Винъс Уилямс (6)  | Надя Петрова (19) | Мария Кириленко |